# Серра-дус-Паресис
Се́рра-дус-Пареси́с (порт. Serra dos Parecis) — платообразная возвышенность в Бразилии (штат Рондония, муниципалитет Паресис), северо-западный край Бразильского плоскогорья.
Высота возвышенности достигает 660 м. Обширные столовые плато, сложенные песчаниками, круто обрываются на юго-западе к кристаллическому основанию плоскогорья по правобережью реки Гуапоре и к плато Куяба. На плато господствуют кустарниковые саванны, на склонах — сезонно влажные тропические леса. Здесь начинаются истоки многих притоков Мадейры. У западного окончания хребта расположен национальный парк Пакаас-Новус. Вдоль гребня проходит Трансамазонское шоссе.